# Kaarlo Koroma
Kaarlo Vilhelm Koroma (till 1929 Forsblom), född 4 mars 1908 i Helsinge, död 29 juni 2000 i Helsingfors, var en finländsk målare. 
Koroma blev student 1929 och genomgick kadettskola 1930–1932. Han var yngre officer i försvarsmakten 1932–1933, adjutant 1933–1936, kompanichef 1936–1937, 1941 och 1945–1946, stabsofficer 1937 och 1943, kommendör vid Åbo garnison 1942, bataljonskommendör 1944 och 1957, stabsofficer vid huvudstaben 1944–1955 och vid vaktbataljonen 1955–1957. Han hade hållit sin första utställning 1938 och studerade vid Fria konstskolan 1947–1948, men blev konstnär på heltid först 1957. Han målade tidigare mest akvareller och övergick senare till oljemåleriet i en expressionistisk stil med figurmåleri, landskap och stilleben som favoritmotiv. 
I sitt måleri var Koroma i hög grad påverkad av Novembergruppen och inte minst Tyko Sallinens nationella stil. Han deltog aktivt i konstpolitiken och arbetade för förbättrandet av bildkonstnärernas sociala villkor efter andra världskriget. Han var 1956–1957 ordförande och ombudsman för Konstnärsgillet, vidare 1953–1956 ordförande för Målarförbundet, från 1972 för Bildkonstseniorerna (som han var med om att grunda) och 1957–1963 i direktionen för Helsingfors konsthall. 
Koroma var bland annat redaktör för Konstnärsmatrikeln 1962, utgav Konstnärsgillets 100-årshistorik 1964, Finlands konst på 1950-talet (1960) och Målarförbundets historik; redaktör för årsboken Suomen Taide 1961–1969. Han var med om att starta tidskriften Taide 1959 och var dess redaktionssekreterare 1964–1969. Han var 1950–1970 redaktör för tidskriften Taiteilija och senare för Bildkonstseniorernas tidskrift. Han tilldelades professors titel 1976.